# Mixomelia ctenucha
Mixomelia ctenucha är en fjärilsart som beskrevs av Turner 1902. Mixomelia ctenucha ingår i släktet Mixomelia och familjen nattflyn. Inga underarter finns listade i Catalogue of Life.